# Rio Negro, Uruguay
Rio Negro este un râu care este situat în cea mai mare parte în Uruguay.
El are izvorul în apropiere de orașul Bagé (Brazilia), intră în Uruguay și traversează regiunea centrală a țării, având cursul pe direcția nord-est sud-vest, alimentează lacul de acumulare Rincón del Bonete care are suprafața de 1.140 km². Râul este afluentul principal al fluviului Rio Uruguay.